# Episodi di Homicide (prima stagione)
La prima stagione della serie televisiva Homicide, composta da 9 episodi, è stata trasmessa negli Stati Uniti sul canale NBC dal 31 gennaio 1993 al 31 marzo 1993.
| nº | Titolo originale           | Titolo italiano       | Prima TV USA     | Prima TV Italia |
| -- | -------------------------- | --------------------- | ---------------- | --------------- |
| 1  | Gone for Goode             | Partners              | 31 gennaio 1993  |                 |
| 2  | Ghost of a Chance          | Un fantasma per amico | 3 febbraio 1993  |                 |
| 3  | Son of a Gun               | Una calda notte       | 10 febbraio 1993 |                 |
| 4  | A Shot in the Dark         | Vittime innocenti     | 24 febbraio 1993 |                 |
| 5  | Three Men and Adena        | Uno sparo nel buio    | 3 marzo 1993     |                 |
| 6  | A Dog and Pony Show        | Io non ho ucciso      | 10 marzo 1993    |                 |
| 7  | And the Rockets Dead Glare | Testimone o indiziato | 17 marzo 1993    |                 |
| 8  | Smoke Gets in Your Eyes    | Ombre cinesi          | 24 marzo 1993    |                 |
| 9  | Night of the Dead Living   | Fumo negli occhi      | 31 marzo 1993    |                 |